# Хамидуллин, Лирон Хайдарович
Лирон Хайдарович Хамидуллин (родился 22 октября (по паспорту — 10 ноября) 1932 г., Старая Тюгальбуга, Куйбышевская область, СССР) — татарский писатель и переводчик, заслуженный работник культуры ТАССР (1982).

## Биография
Родился 22 октября 1932 г. в с. Старая Тюгальбуга (Куйбышевская область, СССР), но в регистрационную книгу сельского совета был записан только 10 ноября. Окончил школу в с. Старая Белогорка, Оренбургской области.
В 1949—1956 гг. учился в Актюбинском техникуме железнодорожного транспорта (Казахстан). В годы учёбы в техникуме начал публиковать статьи на казахском языке в областной газете «Социалистик жол». После окончания техникума в 1956—1960 гг. он работал в г. Орске, одновременно обучаясь во Всесоюзном заочном политехническом институте и Университете марксизма-ленинизма. 
В 1961 г. переехал в Казань. В 1967—1983 гг. возглавлял Татарское отделение Литературного фонда Союза писателей СССР; в 1985—1993 гг. работал редактором в Татарском книжном издательстве. В 1998—2005 гг. занимал должность старшего научного сотрудника в Институте Татарской энциклопедии Академии наук Республики Татарстан. 
В 1968 вышла первая книга его рассказов «Юлда» («В пути»), в 1971 — повесть «Дала иртәсе» («Степь пробуждается»), в 1990 — сборник рассказов и очерков «Миражи».
Владеет казахским, каракалпакским, татарским, узбекским и русскими языками.

## Награды и премии
- Заслуженный работник культуры ТАССР (1982)
- Лауреат премии Министерства культуры Республики Татарстан им. Гаяза Исхаки (2010)
- Лауреат литературной премии им. Джамала Валиди (2017)
- Лауреат Государственной премии РТ им. Габдуллы Тукая (2020)[3]

## Публикации
1. Хәмидуллин, Л. Юлда: Хикәяләр.—Казан: Таткитнәшр., 1968.
2. Хәмидуллин, Л. Дала иртәсе: Повесть.— Казан: Таткитнәшр., 1971.
3. Мохтар Ә. Чинар: Риваять, хикәят һәм кыйссалардан торган роман/Л. Хәмидуллин тәрҗ.— Казан: Таткитнәшр., 1976.
4. Әлимҗанов Ә. Отрар хатирәсе: Ике повесть/Л. Хәмидуллин тәрҗ.-— Казан: Таткитнәшр., 1974.
5. Быков В. Һәйкәл: Повестьлар/Л. Хәмидуллин тәрҗ.— Казан: Таткитнәшр., 1984[4].
6. Хамидуллин, Л. Миражи: Рассказы и очерки. — Казань: Татар. кн. изд-во, 1990.
7. Хамидуллин, Л. Амирхан Еники. — Казань: Татарское книжное изд-во, 2013.
8. Хамидуллин, Л. Поэт — издатель — меценат: документальная повесть. К 95-летию со дня смерти Закира Рамиева — Дэрдеменда — Казань: Ихлас, 2016.
9. Хамидуллин, Л. Зарницы на горизонте: рассказы, документальные повести, очерки, эссе, статьи. — Казань: Татарское книжное изд-во, 2017.